# جيمي تومسون (كاتب)
جيمي تومسون (بالإنجليزية: Jamie Thomson)‏ هو كاتب أمريكي، ولد في 14 نوفمبر 1958 في مسجد سليمان في إيران.